# Eugenijus Šuliokas
Eugenijus Šuliokas (*  1988 in Radviliškis) ist ein litauischer Verwaltungsjurist und sozialdemokratischer Politiker und war stellvertretender litauischer Justizminister (2018–2019).

## Leben
Nach dem Abitur an der Mittelschule absolvierte Eugenijus Šuliokas das Magisterstudium der Rechtswissenschaften  an der Juristischen Fakultät der Universität Vilnius. Ab 2013 arbeitete er als stellvertretender Leiter der Unterabteilung Personal und Recht am Gefängnis-Department am litauischen Justizministerium.  2017 war er Rechtsanwalt in der Anwaltskanzlei von Artūras Šukevičius.
Von Juni 2018 bis Januar 2019 war er Vizeminister der Justiz unter der Leitung von Minister Elvinas Jankevičius im Kabinett Skvernelis. Seit Mitte Januar 2019 ist er Berater des Justizministers.
Er ist LSDDP-Mitglied. Seit März 2018 ist er Leiter der Ethik-Kommission der Partei.